# جون جيمس (سياسي أمريكي)
جون جيمس (بالإنجليزية: John James)‏ هو شخصية أعمال وسياسي أمريكي، ولد في 8 يونيو 1981. نشط حزبياً في الحزب الجمهوري.

## وصلات خارجية
- الموقع الرسمي